# Kamerijk en het Kamerijkse

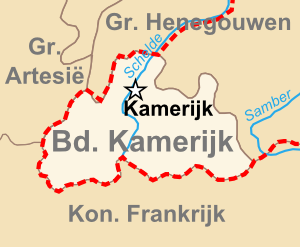
Topografische kaart van Kamerijk en het Kamerijkse in de late 14e eeuw.

Kamerijk en het Kamerijkse (Frans: Cambrai et le Cambrésis) is een voormalige gouw, later graafschap en uiteindelijk prinsbisdom in het Heilige Roomse Rijk, dat in 1679 door het Koninkrijk Frankrijk werd geannexeerd. Het vormde aanvankelijk een zelfstandig gebiedsdeel in de uiterste zuidwesthoek van het hertogdom Neder-Lotharingen. Dit was bij de bron van de Schelde, die eeuwenlang de grens vormde tussen Frankrijk en het Heilige Roomse Rijk. Kamerijk is een van de oudste stadsgemeenten van wat nu Frankrijk is.
Het werd in 1007 een zogenaamd sticht, oftewel een gebied waarin een bisschop wereldlijke macht had, rond de stad Kamerijk, het huidige Cambrai; daarom werd het vanaf toen ook wel het sticht Kamerijk genoemd. Omdat de stad Kamerijk zelf uiteindelijk een vrije rijksstad werd en niet meer (geheel) onder het gezag van de prins-bisschop viel, werd er in toenemende mate onderscheid gemaakt tussen de autonome stad Kamerijk zelf en het prins-bisschoppelijke gebied eromheen, 'het Kamerijkse' (Frans: le Cambrésis).

## Geschiedenis

### Romeinen en Franken
Cameracum was in het Romeinse Rijk van de 3e en 4e eeuw een belangrijk centrum voor de textielnijverheid en nam rond het jaar 400 de rol van administratieve hoofdplaats van de civitas Nerviorum over van Bagacum Nerviorum, het huidige Bavay. Al voor het jaar 400 was het een bisdom en won als zodanig aan belang als Romeins cultureel centrum. De jurisdictie van de bisschop strekte zich in het noorden uit tot het latere graafschap Henegouwen en het latere hertogdom Brabant in het noorden.
In vroegmiddeleeuwse bronnen zoals Deel II van de Historia Francorum van Gregorius van Tours (geschreven eind 6e eeuw) en het anonieme Liber historiae Francorum (geschreven begin 8e eeuw) vermelden dat een Frankische krijgsheer genaamd Chlodio of Chlogio in de 5e eeuw Doornik en Kamerijk veroverde; volgens onderzoek van Lanting en Van der Plicht (2010) gebeurde dit waarschijnlijk in de periode 445–450. Rond 509 werd de vorst van Kamerijk, Ragnachar, gedood door zijn familielid Clovis I, die daarmee het Frankische staatje rondom Kamerijk inlijfde bij zijn gebied. Als een vroeg Frankisch territorium kan de Pagus Cambrecensis in bewaard gebleven documenten al in 663 worden gevonden.

### Middeleeuwen
In 925 werd Kamerijk bezit van het Oost-Frankische Rijk (het latere Duitse en uiteindelijk Heilige Roomse Rijk) en vormde toen met het omliggende gebied het gelijknamige graafschap (Frans: Cambrésis). De laatste dynastieke graaf, Arnulf van Valenciennes, stond zijn grafelijke rechten op het Kamerijkse af om de hulp van de bisschop van Kamerijk te krijgen tegen zijn vijand Boudewijn IV van Vlaanderen. Waarschijnlijk gebeurde dit in 1001 via de Ottoonse keizer Otto III. In 1007 droeg zijn opvolger Hendrik II vervolgens de grafelijke rechten over aan de bisschop van Kamerijk. Als wereldlijke heer werd de bisschop zo een vazal van het Heilige Roomse Rijk. De keizer wees de graven van Vlaanderen van eind 11e tot eind 12e eeuw de voogdij over het graafschap Kamerijk toe, hetgeen voor veel Vlaamse invloed zorgde. De stad Kamerijk zelf verzette zich tegen de bisschoppelijke heerschappij sinds 1077 en werd in de hoge middeleeuwen uiteindelijk een vrije rijksstad.
In de kerkelijke geografie strekte het oude bisdom Kamerijk zich uit tot voorbij Antwerpen en behoorde in zijn geheel tot het Heilig Roomse Rijk. De aanwijzing van de bisschop stond nochtans vanouds onder Franse controle, want het maakte deel uit van de kerkprovincie Reims. In 1093 werd het bisdom Atrecht afgesplitst.

### Habsburgse invloed
Het landsheerschap kwam tijdens de 15e eeuw de facto in handen van de Bourgondische hertogen. Tijdens de Bourgondische Successieoorlog (1477–1482) veroverde Frankrijk de stad, maar in 1529 (Damesvrede van Kamerijk tijdens de Oorlog van de Liga van Cognac) en opnieuw in 1543 (Italiaanse Oorlog van 1542–1546) werd Kamerijk aan keizer Karel V toegewezen. Hoewel het sticht Kamerijk formeel neutraal was, werd zijn neutraliteit in oorlogstijd zowel door Franse als Habsburgse troepen vaak geschonden. Nadat Karel V in 1543 een garnizoen in Kamerijk plaatste, bleef het Kamerijkse in de Habsburgse invloedssfeer tot 1679. Toch is het nooit door Habsburg geannexeerd: het is nooit aan de Bourgondische Kreits toegevoegd, het werd niet genoemd in de Transactie van Augsburg van 1548 noch in de Pragmatieke Sanctie van 1549, het had geen vertegenwoordiging in de Habsburgse Staten-Generaal van de Nederlanden en was derhalve geen van de Zeventien Provinciën.
Toen de kreitsen werden ingevoerd in 1500, werden Kamerijk en het Kamerijkse opgenomen in de Nederrijns-Westfaalse Kreits. In de Rijksmatrikel van 1521 wordt de bisschop van Kamerijk vermeld met de plicht om een contigent van 22 man te paard en 82 man te voet en 120 Rijnse gulden te leveren. De Rijksmatrikel van 1532 vermeldt Kamerijk in de Niderlendisch vnnd Westuelisch Krayß ('Nederlandse en Westfaalse Kreits') met de taak om 44 ruiters en 164 voetsoldaten te leveren. De Rijksmatrikel van 1663 vermeldt: 'Vor disem hat man zum Westphälischen Craisse auch gerechnet die Bischöffe von Vtrecht vnd Camerach' ("Hiervoor rekent men de bisschoppen van Utrecht en Kamerijk ook tot de Westfaalse Kreits").
In hun Topographia Circuli Burgundici (1654), onderdeel van hun reeks Topographia Germaniae, beschreven Martin Zeiler en Matthäus Merian de Oude Kamerijk en het Kamerijkse als het Stifft Camerich: 'Betreffende het Sticht Kamerijk: eigenlijk hoort dit [land] bij het [Heilige] Roomse Rijk en de Westfaalse Kreits en in dit boek wordt het ook als zodanig bedoeld. De bisschop van dit sticht, die daarin zowel geestelijk als wereldlijk heerser is, heeft een eigen zetel en stem in de Rijksdag. Desalniettemin heeft de hoofdstad Kamerijk, of Cameracum, tegenwoordig een Spaans garnizoen en dit bisdom is gelegen tussen de graafschappen Artesië en Henegouwen, die onder Spaanse bescherming verkeren. Bovendien noemde Lodovico Guicciardini het bij Artesië, maar anderen bij Henegouwen. Daarom willen we het hier ook vermelden. We wachten met de beschrijving van dit landje tot bij het lemma over de stad Kamerijk hieronder, en ordenen de voornaamste stad van deze drie landen nu volgens het ABC.' Zieler en Merian merkten hiermee op dat Kamerijk en het Kamerijkse de jure nog steeds een zelfstandig prinsbisdom was, wiens bisschop zowel seculiere als religieuze autoriteit had, maar het werd omringd door Spaans grondgebied en bezet door Spaanse troepen, en net zoals andere schrijvers voor hen besloten zij om het Kamerijkse te vermelden bij de geografisch omringende landen van de Bourgondische Kreits in plaats van de Westfaalse Kreits waartoe het eigenlijk behoorde. De verdere geschiedenis van het sticht zou worden verteld in het lemma van de stad Kamerijk, dat gewoon op alfabetische volgorde was geordend.

### Frankrijk
Kamerijk en het Kamerijkse werden pas door de Franse koningen ingelijfd in 1679 bij de Vrede van Nijmegen en verbonden met de Franse provincie Flandre. De graaf-bisschoppen bleven zich prins van het Heilige Roomse Rijk noemen tot aan de Franse Revolutie. Op 20 november 1789, tijdens de Franse Revolutie, werd al het kerkelijke bezit genationaliseerd, wat het einde van Kamerijk en het Kamerijkse betekende.

## Lijst van gouverneurs
Hoewel Kamerijk formeel niet bij de Habsburgse Nederlanden hoorde maar soeverein was en rechtstreeks onder de keizer viel, was de keizer ook altijd uit het Huis Habsburg afkomstig en had de stad Kamerijk al sinds 1543 een Spaans garnizoen als bezetting. De Spaanse Habsburgers stelden dan ook gouverneurs (stadhouders) aan over Kamerijk die geen verantwoording schuldig waren aan de prins-bisschop in Le Cateau-Cambrésis.
- 1566–1574: Filips van Noircarmes[15][16]
- 1574–1576: Filips van Récourt, baron van Licques (Liques), burggraaf van Lens; in 1576 gevangengenomen en afgezet door Boudewijn van Gavere[16][17]
- 1576–1581: Boudewijn van Gavere, heer van Inchy, veroverde Kamerijk en werd aangesteld als bevelhebber/gouverneur/stadhouder van Kamerijk in dienst van de Staten-Generaal.[18][19]
- 1589: Kamerijk veroverd door de Fransen[20]
- 1594–1595: Jean de Moltluc, heer van Balagny (namens de koning van Frankrijk)[20]
- 1595: Beleg van Kamerijk (1595), Balagny capituleerde op 9 oktober 1595 en de stad viel weer in handen van de Spanjaarden.[20]
- 1617–1630: Carlos Coloma, eerder al gouverneur van Roussillon (1600–1611) en onderkoning van Mallorca (1611–1617)
- 1630–16??: Juan Carlos de Guzman, markies van Fuentès[21]
- 168?–168?: François de Montbion[22]
- 1741–1750?: Lodewijk Pieter Engelbert van der Marck[23]

## Kaarten

Salische Franken veroveren Doornik en Kamerijk rond 440.
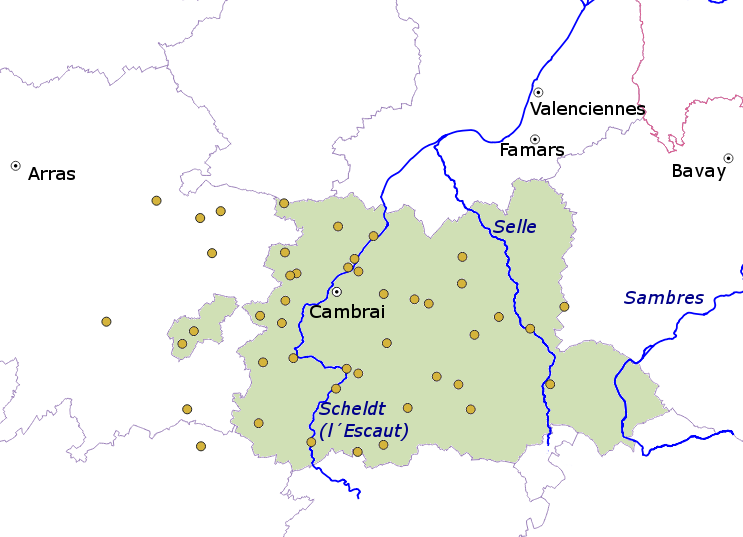
De gele punten waren plaatsen in de vroegmiddeleeuwse Pagus Cambrecensis, het groene gebied is het moderne arrondissement.
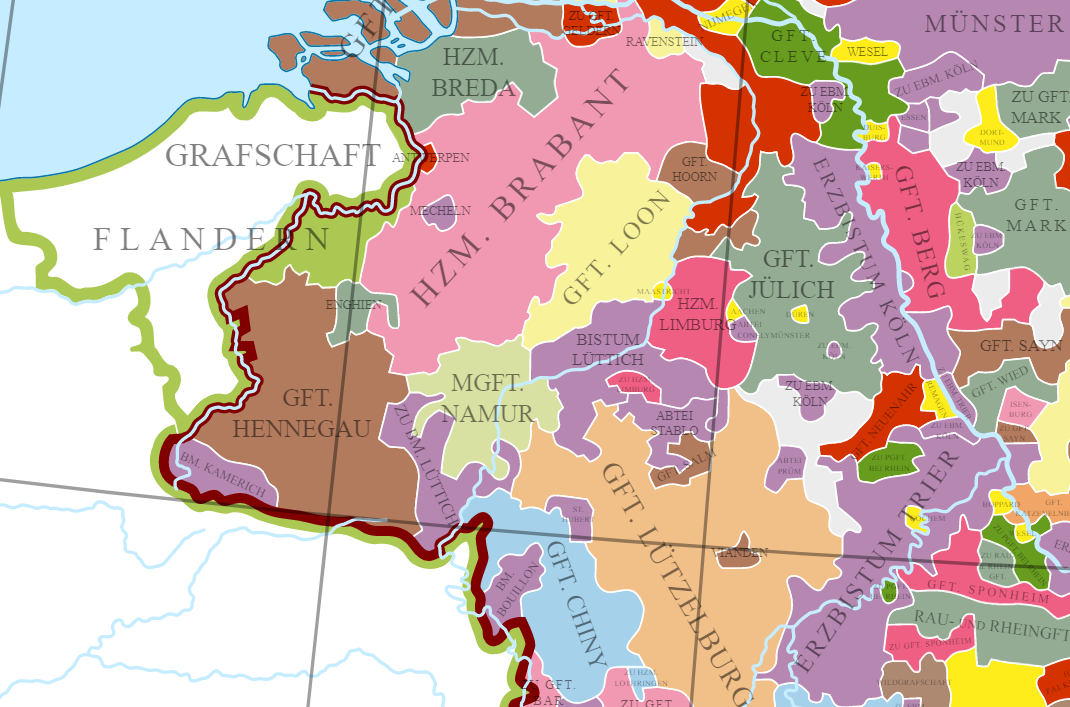
■ BM. Kamerich, links van Hennegau, rond 1250
Sticht Kamerijk in de Lage Landen rond 1350
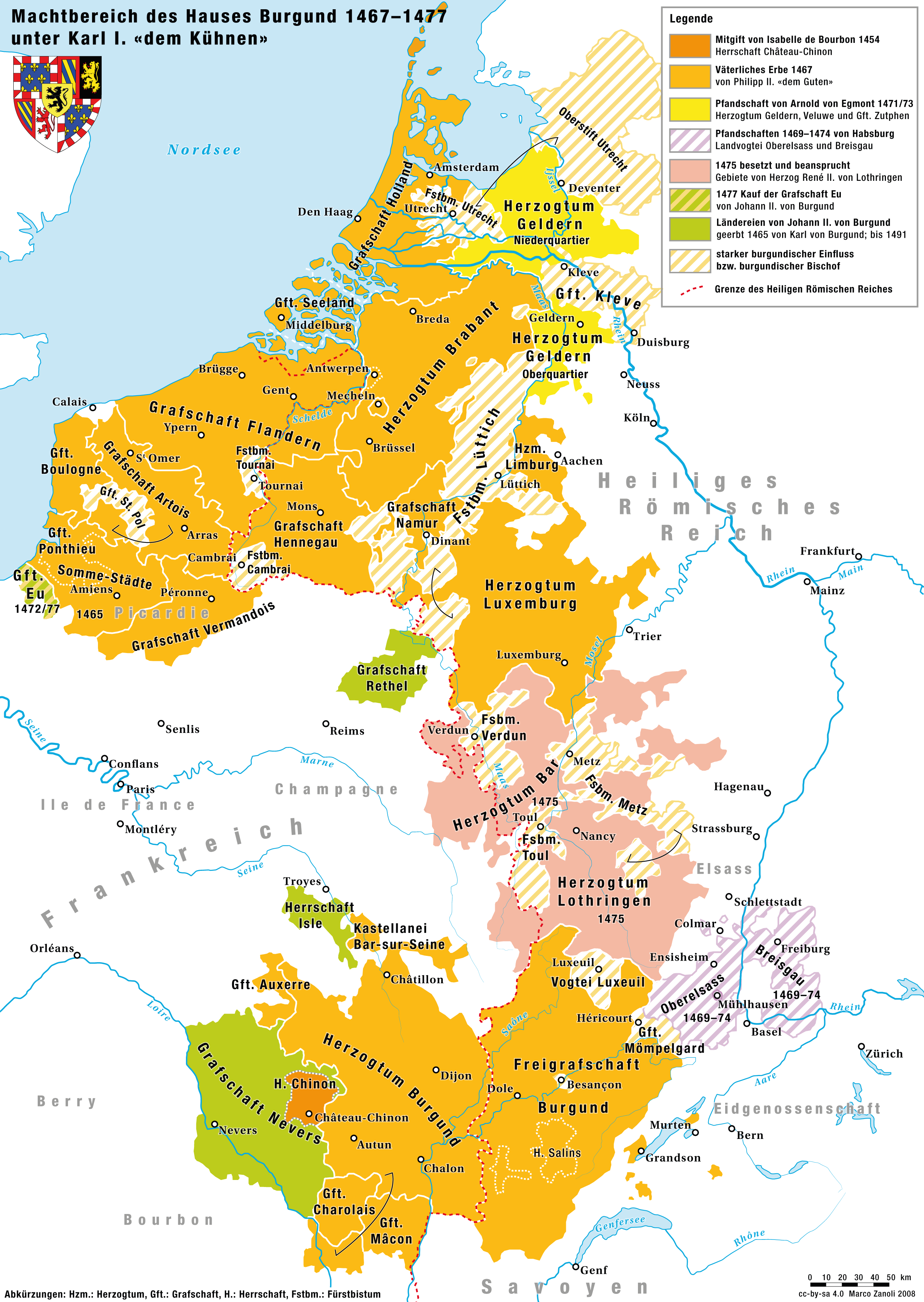
Sticht Kamerijk onder Bourgondische invloed in 1465–1477
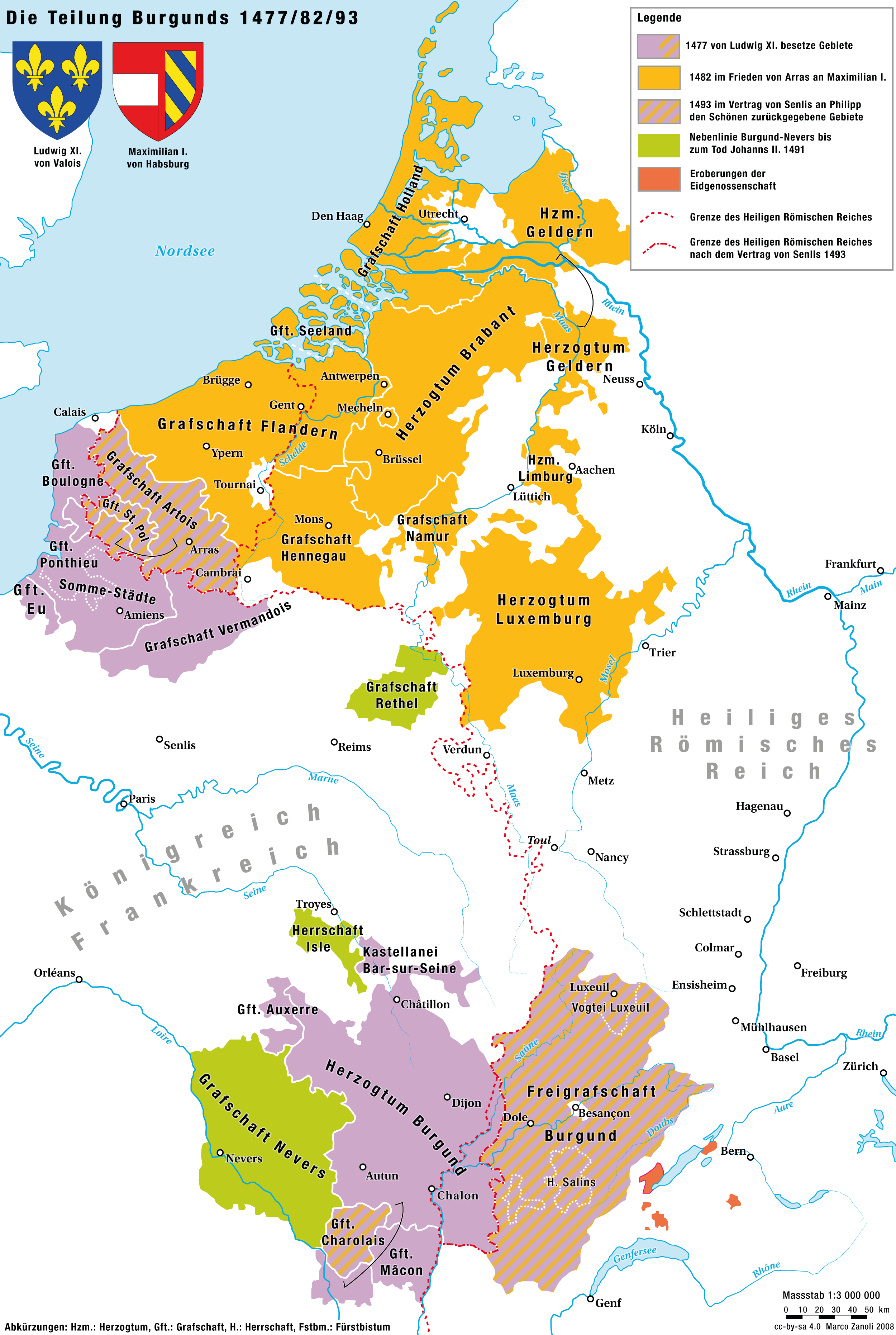
Sticht Kamerijk onder Frans bestuur in 1477–1493
Kreitsen in 1560. ■ Bourgondische Kreits■ Nederrijns-Westfaalse Kreits, met Kamerijk
Lage Landen in 1560. ■ Habsburgse Nederlanden■ Prinsbisdom Luik■ Abdijvorstendom Stavelot-Malmedy■ Sticht Kamerijk
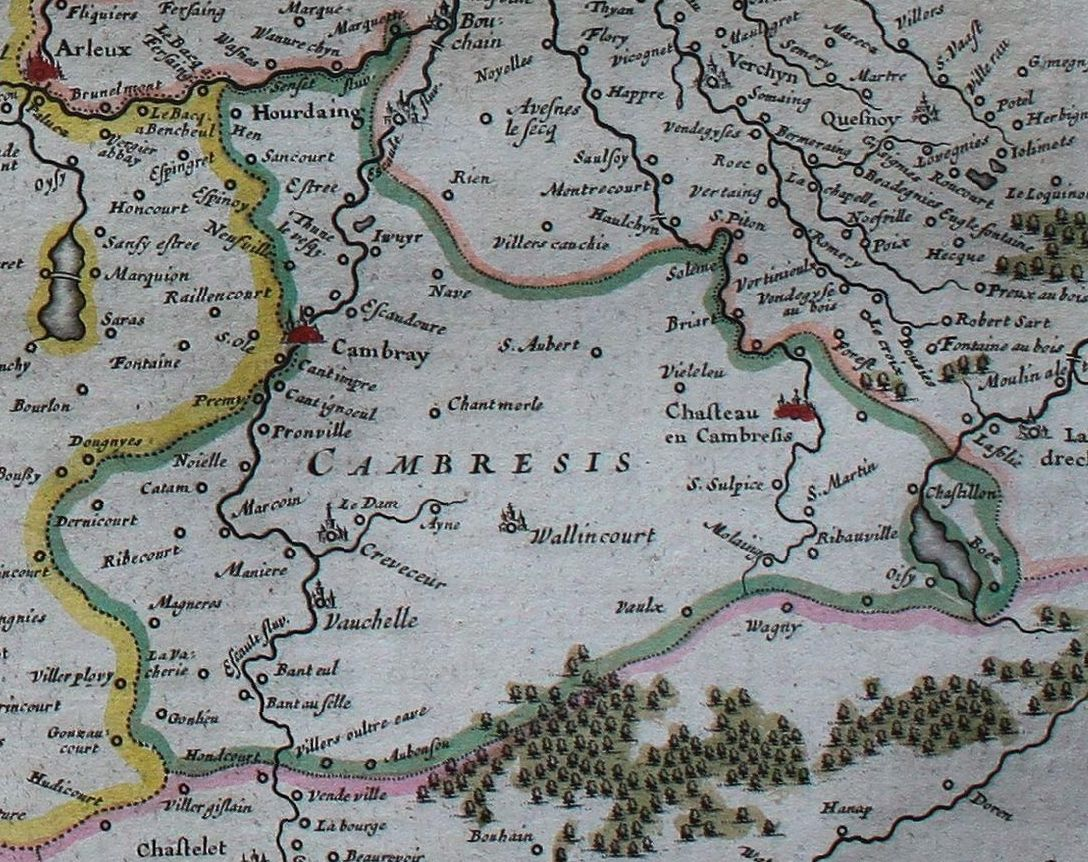
Cambrésis in 1659 door Joan Blaeu